# Мирный (Белореченский район)
Ми́рный — посёлок в Белореченском районе Краснодарского края России. Входит в состав Дружненского сельского поселения.

## Географическое положение
Расположен в 4,3 км от центра поселения и в 12 км от районного центра.

## История
Посёлок Мирный Белореченского района зарегистрирован 28 октября 1958 года решением Краснодарского крайисполкома.

## Население
| 2002 | 2010 |
| ---- | ---- |
| 777  | ↗810 |

По данным переписи 2002 года в национальной структуре населения посёлка русские составляют 29 %, турки — 65 %.

## Улицы
- ул. Лесная,
- ул. Олимпийская,
- ул. Параллельная,
- ул. Первомайская,
- ул. Подгорная,
- ул. Подлесная,
- ул. Светлая,
- ул. Шоссейная[7].

## Объекты культурного наследия
- Мемориальный комплекс: могила неизвестного советского воина, 1942—1943 годы; обелиск в честь земляков, погибших в годы Великой Отечественной войны,

1990 год.